# Twenty One Pilots/Auszeichnungen für Musikverkäufe

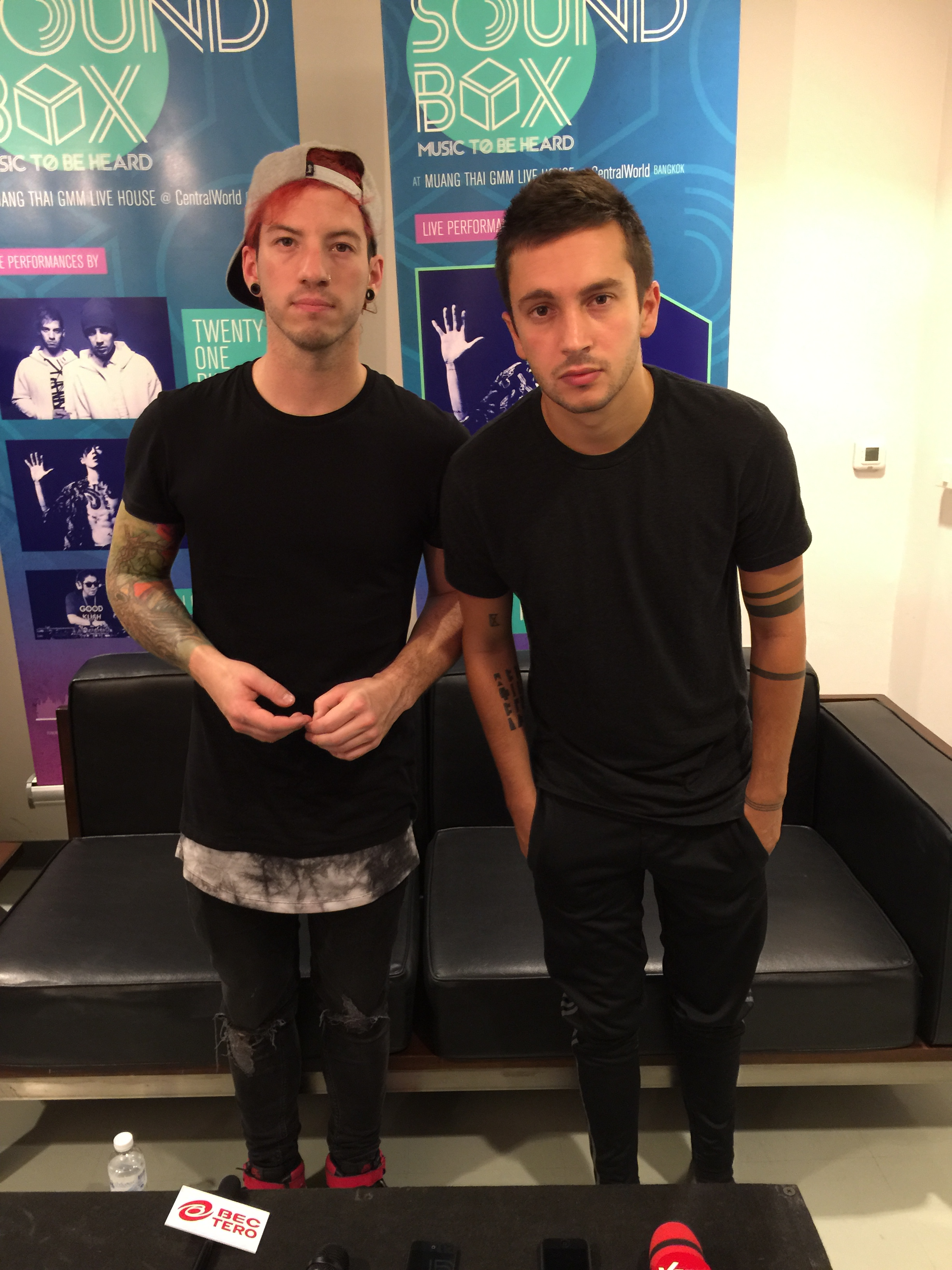
Twenty One Pilots (2015)

Dies ist eine Übersicht über die Auszeichnungen für Musikverkäufe des US-amerikanischen Musikerduos Twenty One Pilots. Die Auszeichnungen finden sich nach ihrer Art (Gold, Platin usw.), nach Staaten getrennt in chronologischer Reihenfolge, geordnet sowie nach den Tonträgern selbst, ebenfalls in chronologischer Reihenfolge, getrennt nach Medium (Alben, Singles usw.), wieder.

## Auszeichnungen
| - Vereinigtes Königreich - 2019: für das Lied Lane Boy - 2020: für das Lied House of Gold - 2021: für das Lied The Judge - 2021: für das Lied Migraine - 2022: für die Single Fairly Local - 2022: für die Single Jumpsuit - 2023: für das Lied Holding On to You - 2023: für die Single Level of Concern - 2023: für das Album Scaled and Icy - 2024: für die Single My Blood - 2024: für die Single Doubt - 2024: für das Album Clancy - 2025: für das Lied Polarize - Argentinien - 2017: für die Single Heathens - Australien - 2022: für das Album Trench - 2022: für die Single Doubt - 2022: für die Single Fairly Local - 2022: für das Lied Holding On to You - 2022: für das Lied House of Gold - 2022: für die Single Jumpsuit - 2022: für das Lied Lane Boy - 2022: für das Lied Migraine - 2022: für das Lied The Judge - 2024: für das Album Vessel - Brasilien - 2022: für die Single Saturday - 2022: für das Album Scaled and Icy - Dänemark - 2021: für das Album Vessel - 2024: für das Album Trench - Finnland - 2016: für das Album Blurryface - Frankreich - 2022: für das Album Trench - 2024: für die Single Chlorine - Italien - 2019: für das Lied Heavydirtysoul - 2021: für das Album Trench - 2024: für die Single Chlorine - Kanada - 2019: für das Lied Polarize - 2019: für das Lied Message Man - 2019: für die Single Fairly Local - 2023: für das Album Scaled and Icy - 2023: für das Lied Morph - 2023: für die Single Nico and the Niners - 2023: für die Single The Hype - 2025: für die Single Shy Away - Mexiko - 2016: für die Single Stressed Out - 2019: für das Album Trench - Neuseeland - 2019: für das Lied Heavydirtysoul - 2024: für das Lied Migraine - 2025: für das Lied Holding On to You - Niederlande - 2025: für das Album Vessel - 2025: für das Album Trench - Norwegen - 2016: für das Album Blurryface - Österreich - 2020: für das Album Trench - Polen - 2019: für die Single Jumpsuit - 2020: für die Single My Blood - 2020: für die Single Nico and the Niners - 2020: für die Single Doubt - 2020: für das Lied Goner - 2020: für das Lied Message Man - 2020: für das Lied Polarize - 2020: für das Lied The Judge - 2020: für das Lied We Don’t Believe What’s on TV - 2021: für die Single Level of Concern - 2024: für das Lied Hometown - Portugal - 2022: für die Single Chlorine - 2022: für das Lied Car Radio - Schweden - 2016: für das Album Blurryface - Singapur - 2019: für das Album Blurryface - Vereinigte Staaten - 2018: für das Lied Not Today - 2019: für das Lied Semi-Automatic - 2019: für die Single Cancer - 2019: für das Lied Screen - 2019: für das Lied Fake You Out - 2019: für die Single Truce - 2019: für die Single Nico and the Niners - 2020: für die Single The Hype - 2023: für die Single Shy Away - 2023: für die Single Saturday - 2023: für das Album Scaled and Icy - 2024: für das Lied Morph - 2024: für die Single Levitate - 2025: für das Album Twenty One Pilots - Vereinigtes Königreich - 2019: für das Album Trench - 2023: für die Single Tear In My Heart - 2024: für das Lied Car Radio - 2024: für die Single Chlorine - 2025: für das Lied Heavydirtysoul | - Argentinien - 2017: für die Single Ride - Australien - 2018: für das Album Blurryface - 2022: für das Lied Car Radio - 2022: für die Single Tear In My Heart - Belgien - 2016: für die Single Ride - 2016: für die Single Heathens - Brasilien - 2020: für das Album Trench - 2022: für die Single Level of Concern - 2022: für die Single Shy Away - Dänemark - 2020: für die Single Ride - Deutschland - 2018: für die Single Ride - 2025: für das Album Blurryface - Finnland - 2021: für die Single Stressed Out - 2021: für die Single Ride - 2021: für die Single Heathens - Italien - 2019: für das Album Blurryface - Kanada - 2020: für das Album Trench - 2022: für das Album Vessel - 2022: für das Lied Lane Boy - 2022: für die Single Level of Concern - 2022: für das Lied House of Gold - 2022: für das Lied The Judge - 2022: für die Single Doubt - 2022: für die Single My Blood - 2022: für die Single Jumpsuit - Neuseeland - 2021: für das Album Vessel - 2021: für die Single Tear In My Heart - 2023: für das Album Trench - 2023: für das Lied Car Radio - 2024: für das Lied Lane Boy - Niederlande - 2025: für die Single Ride - 2025: für das Album Blurryface - 2025: für die Single Heathens - 2025: für das Album Scaled and Icy - Norwegen - 2016: für die Single Ride - Österreich - 2019: für das Album Blurryface - 2019: für die Single Ride - 2020: für die Single Heathens - Polen - 2020: für das Lied Heavydirtysoul - 2020: für das Lied Lane Boy - 2020: für die Single Fairly Local - 2020: für die Single Tear In My Heart - 2021: für das Album Trench - Schweden - 2016: für die Single Ride - Schweiz - 2017: für die Single Heathens - 2018: für die Single Ride - 2019: für das Album Blurryface - Vereinigte Staaten - 2018: für die Single Fairly Local - 2019: für das Lied Migraine - 2019: für das Lied The Judge - 2019: für das Lied The Run And Go - 2019: für das Lied Trees - 2020: für das Album Trench - 2020: für die Single My Blood - 2021: für die Single Level of Concern - 2022: für die Single Jumpsuit - 2024: für das Lied Message Man - 2024: für das Lied Ode to Sleep - 2024: für das Lied Polarize - 2024: für das Lied We Don’t Believe What’s on TV - 2024: für das Lied Goner - 2024: für das Lied Hometown - 2024: für das Lied Guns for Hands - 2024: für die Single Doubt - Vereinigtes Königreich - 2024: für das Album Vessel - Deutschland - 2019: für die Single Heathens - Mexiko - 2017: für das Album Blurryface | - Belgien - 2017: für die Single Stressed Out - Dänemark - 2020: für die Single Stressed Out - 2021: für das Album Blurryface - 2024: für die Single Heathens - Kanada - 2022: für das Lied Car Radio - 2025: für das Lied Heavydirtysoul - Österreich - 2020: für die Single Stressed Out - Polen - 2021: für die Single Chlorine - Portugal - 2020: für die Single Heathens - 2022: für die Single Ride - Schweiz - 2017: für die Single Stressed Out - Spanien - 2024: für die Single Heathens - 2024: für die Single Ride - Vereinigte Staaten - 2019: für das Album Vessel - 2022: für die Single Chlorine - 2024: für das Lied Holding On to You - 2024: für das Lied Lane Boy - 2024: für das Lied Heavydirtysoul - 2024: für das Lied House of Gold - Vereinigtes Königreich - 2024: für die Single Ride - 2024: für das Album Blurryface - Brasilien - 2022: für das Album Blurryface - Italien - 2017: für die Single Heathens - 2018: für die Single Ride - Kanada - 2023: für die Single Chlorine - 2024: für die Single Tear in My Heart - Norwegen - 2016: für die Single Stressed Out - Polen - 2021: für das Album Blurryface - Spanien - 2024: für die Single Stressed Out - Vereinigte Staaten - 2024: für die Single Tear in My Heart - 2024: für das Lied Car Radio - Vereinigtes Königreich - 2022: für die Single Stressed Out - 2024: für die Single Heathens - Australien - 2022: für die Single Ride - Neuseeland - 2023: für das Album Blurryface - 2024: für die Single Ride - Polen - 2023: für die Single Heathens - Portugal - 2023: für die Single Stressed Out - Schweden - 2016: für die Single Stressed Out - Italien - 2019: für die Single Stressed Out - Neuseeland - 2025: für die Single Heathens - Australien - 2021: für die Single Stressed Out - 2022: für die Single Heathens - Kanada - 2024: für das Album Blurryface - Neuseeland - 2024: für die Single Stressed Out - Vereinigte Staaten - 2024: für das Album Blurryface - Kanada - 2025: für die Single Ride - Vereinigte Staaten - 2024: für die Single Heathens - Vereinigte Staaten - 2024: für die Single Stressed Out - Deutschland - 2021: für die Single Stressed Out - Frankreich - 2017: für die Single Heathens - 2018: für die Single Stressed Out - 2020: für die Single Ride - Kanada - 2020: für die Single Stressed Out - 2022: für die Single Heathens - Niederlande - 2025: für die Single Stressed Out - Polen - 2020: für die Single Ride - Vereinigte Staaten - 2025: für die Single Ride - Polen - 2020: für die Single Stressed Out |

## Auszeichnungen nach Alben

### Twenty One Pilots
| Land/Region               | Auszeichnungen für Musikverkäufe (Land/Region, Auszeichnung, Verkäufe) | Verkäufe |
| ------------------------- | ---------------------------------------------------------------------- | -------- |
| Vereinigte Staaten (RIAA) | Gold                                                                   | 500.000  |
| Insgesamt                 | 1× Gold ·                                                              | 500.000  |

### Vessel
| Land/Region                  | Auszeichnungen für Musikverkäufe (Land/Region, Auszeichnung, Verkäufe) | Verkäufe  |
| ---------------------------- | ---------------------------------------------------------------------- | --------- |
| Australien (ARIA)            | Gold                                                                   | 35.000    |
| Dänemark (IFPI)              | Gold                                                                   | 10.000    |
| Kanada (MC)                  | Platin                                                                 | 80.000    |
| Neuseeland (RMNZ)            | Platin                                                                 | 15.000    |
| Niederlande (NVPI)           | Gold                                                                   | 15.000    |
| Vereinigte Staaten (RIAA)    | 2× Platin                                                              | 2.000.000 |
| Vereinigtes Königreich (BPI) | Platin                                                                 | 300.000   |
| Insgesamt                    | 3× Gold · 5× Platin ·                                                  | 2.455.000 |

### Blurryface
| Land/Region                  | Auszeichnungen für Musikverkäufe (Land/Region, Auszeichnung, Verkäufe) | Verkäufe  |
| ---------------------------- | ---------------------------------------------------------------------- | --------- |
| Australien (ARIA)            | Platin                                                                 | 70.000    |
| Brasilien (PMB)              | 3× Platin                                                              | 120.000   |
| Dänemark (IFPI)              | 2× Platin                                                              | 40.000    |
| Deutschland (BVMI)           | Platin                                                                 | 200.000   |
| Finnland (IFPI)              | Gold                                                                   | 10.000    |
| Italien (FIMI)               | Platin                                                                 | 50.000    |
| Kanada (MC)                  | 6× Platin                                                              | 480.000   |
| Mexiko (AMPROFON)            | 3× Gold                                                                | 90.000    |
| Neuseeland (RMNZ)            | 4× Platin                                                              | 60.000    |
| Niederlande (NVPI)           | Platin                                                                 | 30.000    |
| Norwegen (IFPI)              | Gold                                                                   | 15.000    |
| Österreich (IFPI)            | Platin                                                                 | 15.000    |
| Polen (ZPAV)                 | 3× Platin                                                              | 60.000    |
| Schweden (IFPI)              | Gold                                                                   | 20.000    |
| Schweiz (IFPI)               | Platin                                                                 | 20.000    |
| Singapur (RIAS)              | Gold                                                                   | 5.000     |
| Vereinigte Staaten (RIAA)    | 6× Platin                                                              | 6.000.000 |
| Vereinigtes Königreich (BPI) | 2× Platin                                                              | 600.000   |
| Insgesamt                    | 5× Gold · 33× Platin ·                                                 | 7.885.000 |

### Trench
| Land/Region                  | Auszeichnungen für Musikverkäufe (Land/Region, Auszeichnung, Verkäufe) | Verkäufe  |
| ---------------------------- | ---------------------------------------------------------------------- | --------- |
| Australien (ARIA)            | Gold                                                                   | 35.000    |
| Brasilien (PMB)              | Platin                                                                 | 40.000    |
| Dänemark (IFPI)              | Gold                                                                   | 10.000    |
| Frankreich (SNEP)            | Gold                                                                   | 50.000    |
| Italien (FIMI)               | Gold                                                                   | 25.000    |
| Kanada (MC)                  | Platin                                                                 | 80.000    |
| Mexiko (AMPROFON)            | Gold                                                                   | 30.000    |
| Neuseeland (RMNZ)            | Platin                                                                 | 15.000    |
| Niederlande (NVPI)           | Gold                                                                   | 15.000    |
| Österreich (IFPI)            | Gold                                                                   | 7.500     |
| Polen (ZPAV)                 | Platin                                                                 | 20.000    |
| Vereinigte Staaten (RIAA)    | Platin                                                                 | 1.000.000 |
| Vereinigtes Königreich (BPI) | Gold                                                                   | 100.000   |
| Insgesamt                    | 8× Gold · 5× Platin ·                                                  | 1.427.500 |

### Scaled and Icy
| Land/Region                  | Auszeichnungen für Musikverkäufe (Land/Region, Auszeichnung, Verkäufe) | Verkäufe |
| ---------------------------- | ---------------------------------------------------------------------- | -------- |
| Brasilien (PMB)              | Gold                                                                   | 20.000   |
| Kanada (MC)                  | Gold                                                                   | 40.000   |
| Niederlande (NVPI)           | Platin                                                                 | 30.000   |
| Vereinigte Staaten (RIAA)    | Gold                                                                   | 500.000  |
| Vereinigtes Königreich (BPI) | Silber                                                                 | 60.000   |
| Insgesamt                    | 1× Silber · 3× Gold · 1× Platin ·                                      | 650.000  |

### Clancy
| Land/Region                  | Auszeichnungen für Musikverkäufe (Land/Region, Auszeichnung, Verkäufe) | Verkäufe |
| ---------------------------- | ---------------------------------------------------------------------- | -------- |
| Vereinigtes Königreich (BPI) | Silber                                                                 | 60.000   |
| Insgesamt                    | 1× Silber ·                                                            | 60.000   |

## Auszeichnungen nach Singles

### Fairly Local
| Land/Region                  | Auszeichnungen für Musikverkäufe (Land/Region, Auszeichnung, Verkäufe) | Verkäufe  |
| ---------------------------- | ---------------------------------------------------------------------- | --------- |
| Australien (ARIA)            | Gold                                                                   | 35.000    |
| Kanada (MC)                  | Gold                                                                   | 40.000    |
| Polen (ZPAV)                 | Platin                                                                 | 20.000    |
| Vereinigte Staaten (RIAA)    | Platin                                                                 | 1.000.000 |
| Vereinigtes Königreich (BPI) | Silber                                                                 | 200.000   |
| Insgesamt                    | 1× Silber · 2× Gold · 2× Platin ·                                      | 1.295.000 |

### Tear in My Heart
| Land/Region                  | Auszeichnungen für Musikverkäufe (Land/Region, Auszeichnung, Verkäufe) | Verkäufe  |
| ---------------------------- | ---------------------------------------------------------------------- | --------- |
| Australien (ARIA)            | Platin                                                                 | 70.000    |
| Kanada (MC)                  | 3× Platin                                                              | 240.000   |
| Neuseeland (RMNZ)            | Platin                                                                 | 30.000    |
| Polen (ZPAV)                 | Platin                                                                 | 20.000    |
| Vereinigte Staaten (RIAA)    | 3× Platin                                                              | 3.000.000 |
| Vereinigtes Königreich (BPI) | Gold                                                                   | 400.000   |
| Insgesamt                    | 1× Gold · 9× Platin ·                                                  | 3.760.000 |

### Stressed Out
| Land/Region                  | Auszeichnungen für Musikverkäufe (Land/Region, Auszeichnung, Verkäufe) | Verkäufe   |
| ---------------------------- | ---------------------------------------------------------------------- | ---------- |
| Australien (ARIA)            | 6× Platin                                                              | 420.000    |
| Belgien (BRMA)               | 2× Platin                                                              | 60.000     |
| Dänemark (IFPI)              | 2× Platin                                                              | 180.000    |
| Deutschland (BVMI)           | Diamant                                                                | 1.000.000  |
| Finnland (IFPI)              | Platin                                                                 | 40.000     |
| Frankreich (SNEP)            | Diamant                                                                | 233.333    |
| Italien (FIMI)               | 5× Platin                                                              | 250.000    |
| Kanada (MC)                  | Diamant                                                                | 800.000    |
| Mexiko (AMPROFON)            | Gold                                                                   | 30.000     |
| Neuseeland (RMNZ)            | 6× Platin                                                              | 180.000    |
| Niederlande (NVPI)           | Diamant                                                                | 200.000    |
| Norwegen (IFPI)              | 3× Platin                                                              | 120.000    |
| Österreich (IFPI)            | 2× Platin                                                              | 60.000     |
| Polen (ZPAV)                 | 2× Diamant                                                             | 200.000    |
| Portugal (AFP)               | 4× Platin                                                              | 40.000     |
| Schweden (IFPI)              | 4× Platin                                                              | 160.000    |
| Schweiz (IFPI)               | 2× Platin                                                              | 60.000     |
| Spanien (Promusicae)         | 3× Platin                                                              | 180.000    |
| Vereinigte Staaten (RIAA)    | 13× Platin                                                             | 13.000.000 |
| Vereinigtes Königreich (BPI) | 3× Platin                                                              | 1.800.000  |
| Insgesamt                    | 1× Gold · 47× Platin · 7× Diamant ·                                    | 19.173.333 |

### Ride
| Land/Region                  | Auszeichnungen für Musikverkäufe (Land/Region, Auszeichnung, Verkäufe) | Verkäufe   |
| ---------------------------- | ---------------------------------------------------------------------- | ---------- |
| Argentinien (CAPIF)          | Platin                                                                 | 20.000     |
| Australien (ARIA)            | 4× Platin                                                              | 280.000    |
| Belgien (BRMA)               | Platin                                                                 | 30.000     |
| Dänemark (IFPI)              | Platin                                                                 | 90.000     |
| Deutschland (BVMI)           | Platin                                                                 | 400.000    |
| Finnland (IFPI)              | Platin                                                                 | 40.000     |
| Frankreich (SNEP)            | Diamant                                                                | 333.333    |
| Italien (FIMI)               | 3× Platin                                                              | 150.000    |
| Kanada (MC)                  | 9× Platin                                                              | 720.000    |
| Neuseeland (RMNZ)            | 4× Platin                                                              | 120.000    |
| Niederlande (NVPI)           | Platin                                                                 | 90.000     |
| Norwegen (IFPI)              | Platin                                                                 | 40.000     |
| Österreich (IFPI)            | Platin                                                                 | 30.000     |
| Polen (ZPAV)                 | Diamant                                                                | 100.000    |
| Portugal (AFP)               | 2× Platin                                                              | 20.000     |
| Schweden (IFPI)              | Platin                                                                 | 40.000     |
| Schweiz (IFPI)               | Platin                                                                 | 30.000     |
| Spanien (Promusicae)         | 2× Platin                                                              | 120.000    |
| Vereinigte Staaten (RIAA)    | Diamant                                                                | 10.000.000 |
| Vereinigtes Königreich (BPI) | 2× Platin                                                              | 1.200.000  |
| Insgesamt                    | 36× Platin · 3× Diamant ·                                              | 13.853.333 |

### Heathens
| Land/Region                  | Auszeichnungen für Musikverkäufe (Land/Region, Auszeichnung, Verkäufe) | Verkäufe   |
| ---------------------------- | ---------------------------------------------------------------------- | ---------- |
| Argentinien (CAPIF)          | Gold                                                                   | 10.000     |
| Australien (ARIA)            | 6× Platin                                                              | 420.000    |
| Belgien (BRMA)               | Platin                                                                 | 30.000     |
| Dänemark (IFPI)              | 2× Platin                                                              | 180.000    |
| Deutschland (BVMI)           | 3× Gold                                                                | 600.000    |
| Finnland (IFPI)              | Platin                                                                 | 40.000     |
| Frankreich (SNEP)            | Diamant                                                                | 233.333    |
| Italien (FIMI)               | 3× Platin                                                              | 150.000    |
| Kanada (MC)                  | Diamant                                                                | 800.000    |
| Neuseeland (RMNZ)            | 5× Platin                                                              | 150.000    |
| Niederlande (NVPI)           | Platin                                                                 | 90.000     |
| Österreich (IFPI)            | Platin                                                                 | 30.000     |
| Polen (ZPAV)                 | 4× Platin                                                              | 200.000    |
| Portugal (AFP)               | 2× Platin                                                              | 20.000     |
| Schweiz (IFPI)               | Platin                                                                 | 30.000     |
| Spanien (Promusicae)         | 2× Platin                                                              | 120.000    |
| Vereinigte Staaten (RIAA)    | 11× Platin                                                             | 11.000.000 |
| Vereinigtes Königreich (BPI) | 3× Platin                                                              | 1.800.000  |
| Insgesamt                    | 2× Gold · 34× Platin · 3× Diamant ·                                    | 15.903.333 |

### Cancer
| Land/Region               | Auszeichnungen für Musikverkäufe (Land/Region, Auszeichnung, Verkäufe) | Verkäufe |
| ------------------------- | ---------------------------------------------------------------------- | -------- |
| Vereinigte Staaten (RIAA) | Gold                                                                   | 500.000  |
| Insgesamt                 | 1× Gold ·                                                              | 500.000  |

### Jumpsuit
| Land/Region                  | Auszeichnungen für Musikverkäufe (Land/Region, Auszeichnung, Verkäufe) | Verkäufe  |
| ---------------------------- | ---------------------------------------------------------------------- | --------- |
| Australien (ARIA)            | Gold                                                                   | 35.000    |
| Kanada (MC)                  | Platin                                                                 | 80.000    |
| Polen (ZPAV)                 | Gold                                                                   | 10.000    |
| Vereinigte Staaten (RIAA)    | Platin                                                                 | 1.000.000 |
| Vereinigtes Königreich (BPI) | Silber                                                                 | 200.000   |
| Insgesamt                    | 1× Silber · 2× Gold · 2× Platin ·                                      | 1.325.000 |

### Nico and the Niners
| Land/Region               | Auszeichnungen für Musikverkäufe (Land/Region, Auszeichnung, Verkäufe) | Verkäufe |
| ------------------------- | ---------------------------------------------------------------------- | -------- |
| Kanada (MC)               | Gold                                                                   | 40.000   |
| Polen (ZPAV)              | Gold                                                                   | 10.000   |
| Vereinigte Staaten (RIAA) | Gold                                                                   | 500.000  |
| Insgesamt                 | 3× Gold ·                                                              | 550.000  |

### Levitate
| Land/Region               | Auszeichnungen für Musikverkäufe (Land/Region, Auszeichnung, Verkäufe) | Verkäufe |
| ------------------------- | ---------------------------------------------------------------------- | -------- |
| Vereinigte Staaten (RIAA) | Gold                                                                   | 500.000  |
| Insgesamt                 | 1× Gold ·                                                              | 500.000  |

### My Blood
| Land/Region                  | Auszeichnungen für Musikverkäufe (Land/Region, Auszeichnung, Verkäufe) | Verkäufe  |
| ---------------------------- | ---------------------------------------------------------------------- | --------- |
| Kanada (MC)                  | Platin                                                                 | 80.000    |
| Polen (ZPAV)                 | Gold                                                                   | 10.000    |
| Vereinigte Staaten (RIAA)    | Platin                                                                 | 1.000.000 |
| Vereinigtes Königreich (BPI) | Silber                                                                 | 200.000   |
| Insgesamt                    | 1× Silber · 1× Gold · 2× Platin ·                                      | 1.290.000 |

### Chlorine
| Land/Region                  | Auszeichnungen für Musikverkäufe (Land/Region, Auszeichnung, Verkäufe) | Verkäufe  |
| ---------------------------- | ---------------------------------------------------------------------- | --------- |
| Frankreich (SNEP)            | Gold                                                                   | 100.000   |
| Italien (FIMI)               | Gold                                                                   | 50.000    |
| Kanada (MC)                  | 3× Platin                                                              | 240.000   |
| Polen (ZPAV)                 | 2× Platin                                                              | 40.000    |
| Portugal (AFP)               | Gold                                                                   | 5.000     |
| Vereinigte Staaten (RIAA)    | 2× Platin                                                              | 2.000.000 |
| Vereinigtes Königreich (BPI) | Gold                                                                   | 400.000   |
| Insgesamt                    | 4× Gold · 7× Platin ·                                                  | 2.835.000 |

### The Hype
| Land/Region               | Auszeichnungen für Musikverkäufe (Land/Region, Auszeichnung, Verkäufe) | Verkäufe |
| ------------------------- | ---------------------------------------------------------------------- | -------- |
| Kanada (MC)               | Gold                                                                   | 40.000   |
| Vereinigte Staaten (RIAA) | Gold                                                                   | 500.000  |
| Insgesamt                 | 2× Gold ·                                                              | 540.000  |

### Level of Concern
| Land/Region                  | Auszeichnungen für Musikverkäufe (Land/Region, Auszeichnung, Verkäufe) | Verkäufe  |
| ---------------------------- | ---------------------------------------------------------------------- | --------- |
| Brasilien (PMB)              | Platin                                                                 | 40.000    |
| Kanada (MC)                  | Platin                                                                 | 80.000    |
| Polen (ZPAV)                 | Gold                                                                   | 25.000    |
| Vereinigte Staaten (RIAA)    | Platin                                                                 | 1.000.000 |
| Vereinigtes Königreich (BPI) | Silber                                                                 | 200.000   |
| Insgesamt                    | 1× Silber · 1× Gold · 3× Platin ·                                      | 1.345.000 |

### Shy Away
| Land/Region               | Auszeichnungen für Musikverkäufe (Land/Region, Auszeichnung, Verkäufe) | Verkäufe |
| ------------------------- | ---------------------------------------------------------------------- | -------- |
| Brasilien (PMB)           | Platin                                                                 | 40.000   |
| Kanada (MC)               | Gold                                                                   | 40.000   |
| Vereinigte Staaten (RIAA) | Gold                                                                   | 500.000  |
| Insgesamt                 | 2× Gold · 1× Platin ·                                                  | 580.000  |

### Saturday
| Land/Region               | Auszeichnungen für Musikverkäufe (Land/Region, Auszeichnung, Verkäufe) | Verkäufe |
| ------------------------- | ---------------------------------------------------------------------- | -------- |
| Brasilien (PMB)           | Gold                                                                   | 20.000   |
| Vereinigte Staaten (RIAA) | Gold                                                                   | 500.000  |
| Insgesamt                 | 2× Gold ·                                                              | 520.000  |

### Doubt
| Land/Region                  | Auszeichnungen für Musikverkäufe (Land/Region, Auszeichnung, Verkäufe) | Verkäufe  |
| ---------------------------- | ---------------------------------------------------------------------- | --------- |
| Australien (ARIA)            | Gold                                                                   | 35.000    |
| Kanada (MC)                  | Platin                                                                 | 80.000    |
| Polen (ZPAV)                 | Gold                                                                   | 10.000    |
| Vereinigte Staaten (RIAA)    | Platin                                                                 | 1.000.000 |
| Vereinigtes Königreich (BPI) | Silber                                                                 | 200.000   |
| Insgesamt                    | 1× Silber · 2× Gold · 2× Platin ·                                      | 1.325.000 |

## Auszeichnungen nach Liedern

### Holding On to You
| Land/Region                  | Auszeichnungen für Musikverkäufe (Land/Region, Auszeichnung, Verkäufe) | Verkäufe  |
| ---------------------------- | ---------------------------------------------------------------------- | --------- |
| Australien (ARIA)            | Gold                                                                   | 35.000    |
| Neuseeland (RMNZ)            | Gold                                                                   | 15.000    |
| Vereinigte Staaten (RIAA)    | 2× Platin                                                              | 2.000.000 |
| Vereinigtes Königreich (BPI) | Silber                                                                 | 200.000   |
| Insgesamt                    | 1× Silber · 1× Gold · 2× Platin ·                                      | 2.250.000 |

### Guns for Hands
| Land/Region               | Auszeichnungen für Musikverkäufe (Land/Region, Auszeichnung, Verkäufe) | Verkäufe  |
| ------------------------- | ---------------------------------------------------------------------- | --------- |
| Vereinigte Staaten (RIAA) | Platin                                                                 | 1.000.000 |
| Insgesamt                 | 1× Platin ·                                                            | 1.000.000 |

### Ode to Sleep
| Land/Region               | Auszeichnungen für Musikverkäufe (Land/Region, Auszeichnung, Verkäufe) | Verkäufe  |
| ------------------------- | ---------------------------------------------------------------------- | --------- |
| Vereinigte Staaten (RIAA) | Platin                                                                 | 1.000.000 |
| Insgesamt                 | 1× Platin ·                                                            | 1.000.000 |

### Migraine
| Land/Region                  | Auszeichnungen für Musikverkäufe (Land/Region, Auszeichnung, Verkäufe) | Verkäufe  |
| ---------------------------- | ---------------------------------------------------------------------- | --------- |
| Australien (ARIA)            | Gold                                                                   | 35.000    |
| Neuseeland (RMNZ)            | Gold                                                                   | 15.000    |
| Vereinigte Staaten (RIAA)    | Platin                                                                 | 1.000.000 |
| Vereinigtes Königreich (BPI) | Silber                                                                 | 200.000   |
| Insgesamt                    | 1× Silber · 2× Gold · 1× Platin ·                                      | 1.250.000 |

### House of Gold
| Land/Region                  | Auszeichnungen für Musikverkäufe (Land/Region, Auszeichnung, Verkäufe) | Verkäufe  |
| ---------------------------- | ---------------------------------------------------------------------- | --------- |
| Australien (ARIA)            | Gold                                                                   | 35.000    |
| Kanada (MC)                  | Platin                                                                 | 80.000    |
| Vereinigte Staaten (RIAA)    | 2× Platin                                                              | 2.000.000 |
| Vereinigtes Königreich (BPI) | Silber                                                                 | 200.000   |
| Insgesamt                    | 1× Silber · 1× Gold · 3× Platin ·                                      | 2.315.000 |

### Fake You Out
| Land/Region               | Auszeichnungen für Musikverkäufe (Land/Region, Auszeichnung, Verkäufe) | Verkäufe |
| ------------------------- | ---------------------------------------------------------------------- | -------- |
| Vereinigte Staaten (RIAA) | Gold                                                                   | 500.000  |
| Insgesamt                 | 1× Gold ·                                                              | 500.000  |

### Car Radio
| Land/Region                  | Auszeichnungen für Musikverkäufe (Land/Region, Auszeichnung, Verkäufe) | Verkäufe  |
| ---------------------------- | ---------------------------------------------------------------------- | --------- |
| Australien (ARIA)            | Platin                                                                 | 70.000    |
| Kanada (MC)                  | 2× Platin                                                              | 160.000   |
| Neuseeland (RMNZ)            | Platin                                                                 | 30.000    |
| Portugal (AFP)               | Gold                                                                   | 5.000     |
| Vereinigte Staaten (RIAA)    | 3× Platin                                                              | 3.000.000 |
| Vereinigtes Königreich (BPI) | Gold                                                                   | 400.000   |
| Insgesamt                    | 2× Gold · 7× Platin ·                                                  | 3.665.000 |

### Truce
| Land/Region               | Auszeichnungen für Musikverkäufe (Land/Region, Auszeichnung, Verkäufe) | Verkäufe |
| ------------------------- | ---------------------------------------------------------------------- | -------- |
| Vereinigte Staaten (RIAA) | Gold                                                                   | 500.000  |
| Insgesamt                 | 1× Gold ·                                                              | 500.000  |

### Semi-Automatic
| Land/Region               | Auszeichnungen für Musikverkäufe (Land/Region, Auszeichnung, Verkäufe) | Verkäufe |
| ------------------------- | ---------------------------------------------------------------------- | -------- |
| Vereinigte Staaten (RIAA) | Gold                                                                   | 500.000  |
| Insgesamt                 | 1× Gold ·                                                              | 500.000  |

### Screen
| Land/Region               | Auszeichnungen für Musikverkäufe (Land/Region, Auszeichnung, Verkäufe) | Verkäufe |
| ------------------------- | ---------------------------------------------------------------------- | -------- |
| Vereinigte Staaten (RIAA) | Gold                                                                   | 500.000  |
| Insgesamt                 | 1× Gold ·                                                              | 500.000  |

### The Run and Go
| Land/Region               | Auszeichnungen für Musikverkäufe (Land/Region, Auszeichnung, Verkäufe) | Verkäufe |
| ------------------------- | ---------------------------------------------------------------------- | -------- |
| Vereinigte Staaten (RIAA) | Gold                                                                   | 500.000  |
| Insgesamt                 | 1× Gold ·                                                              | 500.000  |

### Trees
| Land/Region               | Auszeichnungen für Musikverkäufe (Land/Region, Auszeichnung, Verkäufe) | Verkäufe |
| ------------------------- | ---------------------------------------------------------------------- | -------- |
| Vereinigte Staaten (RIAA) | Gold                                                                   | 500.000  |
| Insgesamt                 | 1× Gold ·                                                              | 500.000  |

### Lane Boy
| Land/Region                  | Auszeichnungen für Musikverkäufe (Land/Region, Auszeichnung, Verkäufe) | Verkäufe  |
| ---------------------------- | ---------------------------------------------------------------------- | --------- |
| Australien (ARIA)            | Gold                                                                   | 35.000    |
| Kanada (MC)                  | Platin                                                                 | 80.000    |
| Neuseeland (RMNZ)            | Platin                                                                 | 30.000    |
| Polen (ZPAV)                 | Platin                                                                 | 20.000    |
| Vereinigte Staaten (RIAA)    | 2× Platin                                                              | 2.000.000 |
| Vereinigtes Königreich (BPI) | Silber                                                                 | 200.000   |
| Insgesamt                    | 1× Silber · 1× Gold · 5× Platin ·                                      | 2.365.000 |

### Not Today
| Land/Region               | Auszeichnungen für Musikverkäufe (Land/Region, Auszeichnung, Verkäufe) | Verkäufe |
| ------------------------- | ---------------------------------------------------------------------- | -------- |
| Vereinigte Staaten (RIAA) | Gold                                                                   | 500.000  |
| Insgesamt                 | 1× Gold ·                                                              | 500.000  |

### The Judge
| Land/Region                  | Auszeichnungen für Musikverkäufe (Land/Region, Auszeichnung, Verkäufe) | Verkäufe  |
| ---------------------------- | ---------------------------------------------------------------------- | --------- |
| Australien (ARIA)            | Gold                                                                   | 35.000    |
| Kanada (MC)                  | Platin                                                                 | 80.000    |
| Polen (ZPAV)                 | Gold                                                                   | 10.000    |
| Vereinigte Staaten (RIAA)    | Platin                                                                 | 1.000.000 |
| Vereinigtes Königreich (BPI) | Silber                                                                 | 200.000   |
| Insgesamt                    | 1× Silber · 2× Gold · 2× Platin ·                                      | 1.325.000 |

### Polarize
| Land/Region                  | Auszeichnungen für Musikverkäufe (Land/Region, Auszeichnung, Verkäufe) | Verkäufe  |
| ---------------------------- | ---------------------------------------------------------------------- | --------- |
| Kanada (MC)                  | Gold                                                                   | 40.000    |
| Polen (ZPAV)                 | Gold                                                                   | 10.000    |
| Vereinigte Staaten (RIAA)    | Platin                                                                 | 1.000.000 |
| Vereinigtes Königreich (BPI) | Silber                                                                 | 200.000   |
| Insgesamt                    | 1× Silber · 2× Gold · 1× Platin ·                                      | 1.250.000 |

### Message Man
| Land/Region               | Auszeichnungen für Musikverkäufe (Land/Region, Auszeichnung, Verkäufe) | Verkäufe  |
| ------------------------- | ---------------------------------------------------------------------- | --------- |
| Kanada (MC)               | Gold                                                                   | 40.000    |
| Polen (ZPAV)              | Gold                                                                   | 10.000    |
| Vereinigte Staaten (RIAA) | Platin                                                                 | 1.000.000 |
| Insgesamt                 | 2× Gold · 1× Platin ·                                                  | 1.050.000 |

### Goner
| Land/Region               | Auszeichnungen für Musikverkäufe (Land/Region, Auszeichnung, Verkäufe) | Verkäufe  |
| ------------------------- | ---------------------------------------------------------------------- | --------- |
| Polen (ZPAV)              | Gold                                                                   | 10.000    |
| Vereinigte Staaten (RIAA) | Platin                                                                 | 1.000.000 |
| Insgesamt                 | 1× Gold · 1× Platin ·                                                  | 1.010.000 |

### Hometown
| Land/Region               | Auszeichnungen für Musikverkäufe (Land/Region, Auszeichnung, Verkäufe) | Verkäufe  |
| ------------------------- | ---------------------------------------------------------------------- | --------- |
| Polen (ZPAV)              | Gold                                                                   | 25.000    |
| Vereinigte Staaten (RIAA) | Platin                                                                 | 1.000.000 |
| Insgesamt                 | 1× Gold · 1× Platin ·                                                  | 1.025.000 |

### We Don’t Believe What’s on TV
| Land/Region               | Auszeichnungen für Musikverkäufe (Land/Region, Auszeichnung, Verkäufe) | Verkäufe  |
| ------------------------- | ---------------------------------------------------------------------- | --------- |
| Polen (ZPAV)              | Gold                                                                   | 10.000    |
| Vereinigte Staaten (RIAA) | Platin                                                                 | 1.000.000 |
| Insgesamt                 | 1× Gold · 1× Platin ·                                                  | 1.010.000 |

### Heavydirtysoul
| Land/Region                  | Auszeichnungen für Musikverkäufe (Land/Region, Auszeichnung, Verkäufe) | Verkäufe  |
| ---------------------------- | ---------------------------------------------------------------------- | --------- |
| Italien (FIMI)               | Gold                                                                   | 25.000    |
| Kanada (MC)                  | 2× Platin                                                              | 160.000   |
| Neuseeland (RMNZ)            | Gold                                                                   | 15.000    |
| Polen (ZPAV)                 | Platin                                                                 | 20.000    |
| Vereinigte Staaten (RIAA)    | 2× Platin                                                              | 2.000.000 |
| Vereinigtes Königreich (BPI) | Gold                                                                   | 400.000   |
| Insgesamt                    | 3× Gold · 5× Platin ·                                                  | 2.620.000 |

### Morph
| Land/Region               | Auszeichnungen für Musikverkäufe (Land/Region, Auszeichnung, Verkäufe) | Verkäufe |
| ------------------------- | ---------------------------------------------------------------------- | -------- |
| Kanada (MC)               | Gold                                                                   | 40.000   |
| Vereinigte Staaten (RIAA) | Gold                                                                   | 500.000  |
| Insgesamt                 | 2× Gold ·                                                              | 540.000  |

## Statistik und Quellen
| Land/RegionAuszeichnungen für Musikverkäufe (Land/Region, Auszeichnungen, Verkäufe, Quellen) | Silber       | Gold       | Platin         | Diamant       | Verkäufe   | Quellen              |
| -------------------------------------------------------------------------------------------- | ------------ | ---------- | -------------- | ------------- | ---------- | -------------------- |
| Argentinien (CAPIF)                                                                          | —            | Gold1      | Platin1        | —             | 30.000     | Einzelnachweise      |
| Australien (ARIA)                                                                            | —            | 10× Gold10 | 19× Platin19   | —             | 1.680.000  | aria.com.au          |
| Belgien (BRMA)                                                                               | —            | —          | 4× Platin4     | —             | 120.000    | ultratop.be          |
| Brasilien (PMB)                                                                              | —            | 2× Gold2   | 6× Platin6     | —             | 280.000    | pro-musicabr.org.br  |
| Dänemark (IFPI)                                                                              | —            | 2× Gold2   | 7× Platin7     | —             | 510.000    | ifpi.dk              |
| Deutschland (BVMI)                                                                           | —            | Gold1      | 3× Platin3     | Diamant1      | 2.200.000  | musikindustrie.de    |
| Finnland (IFPI)                                                                              | —            | Gold1      | 3× Platin3     | —             | 130.000    | Einzelnachweise      |
| Frankreich (SNEP)                                                                            | —            | 2× Gold2   | —              | 3× Diamant3   | 949.999    | snepmusique.com      |
| Italien (FIMI)                                                                               | —            | 3× Gold3   | 12× Platin12   | —             | 700.000    | fimi.it              |
| Kanada (MC)                                                                                  | —            | 8× Gold8   | 34× Platin34   | 2× Diamant2   | 4.640.000  | musiccanada.com      |
| Mexiko (AMPROFON)                                                                            | —            | 3× Gold3   | Platin1        | —             | 150.000    | amprofon.com.mx      |
| Neuseeland (RMNZ)                                                                            | —            | 3× Gold3   | 24× Platin24   | —             | 675.000    | radioscope.co.nz NZ2 |
| Niederlande (NVPI)                                                                           | —            | 2× Gold2   | 4× Platin4     | Diamant1      | 460.000    | nvpi.nl              |
| Norwegen (IFPI)                                                                              | —            | Gold1      | 4× Platin4     | —             | 185.000    | ifpi.no              |
| Österreich (IFPI)                                                                            | —            | Gold1      | 5× Platin5     | —             | 142.500    | ifpi.at              |
| Polen (ZPAV)                                                                                 | —            | 11× Gold11 | 14× Platin14   | 3× Diamant3   | 840.000    | olis.pl              |
| Portugal (AFP)                                                                               | —            | 2× Gold2   | 8× Platin8     | —             | 90.000     | Einzelnachweise      |
| Schweden (IFPI)                                                                              | —            | Gold1      | 5× Platin5     | —             | 220.000    | sverigetopplistan.se |
| Schweiz (IFPI)                                                                               | —            | —          | 5× Platin5     | —             | 120.000    | hitparade.ch         |
| Singapur (RIAS)                                                                              | —            | Gold1      | —              | —             | 5.000      | rias.org.sg          |
| Spanien (Promusicae)                                                                         | —            | —          | 7× Platin7     | —             | 420.000    | elportaldemusica.es  |
| Vereinigte Staaten (RIAA)                                                                    | —            | 16× Gold16 | 45× Platin45   | 3× Diamant3   | 82.200.000 | riaa.com             |
| Vereinigtes Königreich (BPI)                                                                 | 13× Silber13 | 5× Gold5   | 9× Platin9     | —             | 8.520.000  | bpi.co.uk            |
| Insgesamt                                                                                    | 13× Silber13 | 76× Gold76 | 220× Platin220 | 13× Diamant13 |            |                      |